# Douglasdam
De Douglasdam is een stuwdam in de French Broad, een zijrivier van de Tennessee. De dam ligt in Sevier County in het oosten van de Tennessee. Achter de dam ligt het Douglasmeer. De eigenaar en beheerder van de dam is de Tennessee Valley Authority.
De dam werd in de Tweede Wereldoorlog in een recordtijd gebouwd. De aanleg startte op 2 februari 1942 en op 19 februari 1943 was het werk gereed. Na de aanval op Pearl Harbor kreeg de opwekking van elektriciteit voor de oorlogsindustrie een hoge prioriteit. Voor de productie van vliegtuigen was veel aluminium en magnesium nodig en om deze metalen te produceren was veel elektriciteit noodzakelijk. Eind 1941 vroeg de Tennessee Valley Authority (TVA) bij het Amerikaanse Congres geld aan voor de aanleg van de dam en waterkrachtcentrale. In januari 1942 keurde het congres het plan goed en op 30 januari 1942 ondertekende president Roosevelt de wet voor het project. Drie dagen later ging de bouw van start.
Land werd aangekocht en ruim 500 families moesten verhuizen vanwege het stuwmeer. Het werk aan de dam was op 19 februari 1943 gereed, na een record bouwtijd van 382 dagen. De eerste elektriciteit werd geleverd op 21 maart 1943 en op 1 januari 1944 kwam de tweede turbine en generator in productie. De dam leverde stroom aan de aluminiumindustrie en voor de verrijking van uranium bij Oak Ridge, een onderdeel van het Manhattanproject.
In de dam ligt een waterkrachtcentrale met een totaal opgesteld vermogen van 111 megawatt (MW) verdeeld over vier turbines. De dam speelt ook een rol bij het voorkomen van overstromingen. Het meer achter de dam heeft een inhoud van 1,8 km³ waarvan 1,3 km³ gebruikt kan worden voor de tijdelijke opvang van regenwater. Na de bui kan het water gecontroleerd langs de dam worden geleid en worden afgevoerd via de rivier. Tijdens droge perioden kan het water worden gebruikt voor de irrigatie en het waterpeil in de rivieren stroomafwaarts op niveau te houden voor de scheepvaart. Recreatie op het meer is ook mogelijk. Bij de dam liggen geen sluizen voor de scheepvaart.